# Mark Harris (Fußballspieler, 1998)
Mark Thomas Harris (* 29. Dezember 1998 in Swansea) ist ein walisischer Fußballspieler.

## Karriere

### Klub
Er startete seine Karriere in der Jugend von Cardiff City. In seiner Zeit in der dortigen U21 wurde er mehrfach an verschiedene Klubs verliehen, darunter von August 2018 bis zum Ende des Jahres zu Newport County, von Januar bis Mai 2019 zu Port Vale sowie von Juli 2019 bis Mai 2020 zu Wrexham. Seit der Spielzeit 2020/21 steht er im Kader der ersten Mannschaft von Cardiff.

### Nationalmannschaft
Sein Debüt für die walisische Nationalmannschaft gab er am 5. September 2021 bei einem 3:2-Sieg über Belarus während der Qualifikation für die Weltmeisterschaft 2022. Hier wurde er zur 57. Minute für Rubin Colwill eingewechselt.